# ソニー・ビルディング (ニューヨーク)
550 マディソン・アベニュー (550 Madison Avenue) は、アメリカ合衆国ニューヨーク市マンハッタン区ミッドタウンに建つ超高層ビルである。旧名は、ソニー・タワー (Sony Tower) 、ソニー・ビルディング (Sony Building) またはAT&Tビルディング (AT&T Building) 。
2016年までソニーの北米事業を統括するソニー・コーポレーション・オブ・アメリカの本社が入居していた。それ以前は、AT&Tのビルであった。現在の所有者はサウジアラビアの企業Olayanになっている。

## 概要
550 マディソン・アベニューは37階立て高さ197mであり、所在地はニューヨーク市マンハッタン55丁目と56丁目の間のマジソン街550号である。建築家フィリップ・ジョンソンとパートナーのJohn Burgeeによって設計され、1984年に竣工した。完成とともにその装飾的なビルの最上部が議論の的となった（有名なイギリス人デザイナーによる本棚および他の高級家具のように開いたペディメントの特徴は"チッペンデール"と言ってときに物笑いにされる）が、 約七階分の高さを持つ壮大なアーチ状のエントランスは利用者を楽しませている。これらの装飾性を与えることで、このビルは味気のない機能主義や純粋に効率的な設計を求めたモダニズム建築に対して挑戦している。このビルが世間一般に与えた影響は、世界全体のポストモダン建築運動を正当化するものと見なされている。

## 歴史
1978年、AT&Tは195 ブロードウェイ (en) から550 マディソン・アベニューへの本社移転計画の承認を得た。1984年にAT&Tビルは完成したが、この年にAT&Tは合衆国政府からベルシステムの解体を命じられた。そのため当初1500人の従業員を旧本社からこのビルへ移す予定が実際に移動したのは600人に留まった。空いたスペースはリースとして貸し出していたが、1993年にこのビルはついにソニーへと売却された。
2013年、ソニーは11億ドルでChetrit Groupへこのビルを売却することを発表した。これは当初の取得価格より6億8500万ドル高い値段である。売却後2016年までソニーはこのビルをリースバックして使用した後、11 マディソン・アベニューへと移転した。
2016年、Chetrit GroupはこのビルをOlayanおよびChelsfieldに14億ドルで売却した。こうして、ソニータワーの名前は住所名の550 マディソン・アベニューに変更された。2017年現在、OlayanとChelsfieldによってビルは改修中である。